# Assedio di Asti (1746)
L'assedio di Asti è stato un fatto d'armi avvenuto durante la guerra di successione austriaca, una forza armata sabaudo-austriaca al comando del barone Wilhem von Leutrum assediò e riconquistò Asti difesa da una guarnigione francese, la città era stata catturata  l'anno precedente dalle forze francesi e spagnole, a seguito della battaglia di Bassignana.

## L'offensiva austro-sabauda
Il 5 marzo l'armata sabaudo-austriaca partendo dal Vercellese si divise in due colonne: una si diresse contro le forze francesi di stanza in Lomellina, per impedir loro di andare in soccorso d'Alessandria, mentre l'altra andò ad investire Moncalvo dove erano presenti alcune fortificazioni minori. Una terza colonna, proveniente da San Damiano e Casale, al comando del Barone Leutrum si diresse ad assediare Asti, difesa da una corposa guarnigione francese comandata dal marchese di Montal, secondo i piano la cattura di Asti sarebbe stato poi seguita da quella di Alessandria. In sostegno di Leutrum da Cherasco arrivò l'artiglieria.
Il marchese di Maillebois, comandante in capo francese, chiese inutilmente aiuto all'alleato spagnolo Gages, i francesi vennero assaliti nella Lomellina, come Moncalvo anche se non venne preso. Leutrum all'alba del 6 comparve vicino ad Asti mandando un corpo in avanguardia che occupò Quarto d'Asti. Maillebois respinti i nemici da Moncalvo andò in soccorso di Montal. Arrivato ad Annone non poté mandare l'avanguardia contro Quarto, così tirò alcune cannonate sulle rive più alte del Tanaro per avvertire Montal che stava arrivando in suo soccorso. Tuttavia quest'ultimo sotto pressione si arrese ai piemontesi. Vennero catturati circa 5 generali, 360 altri ufficiali, e 5000 ufficiali francesi.
Maillebois si ritirò verso San Salvatore, chiedendo di nuovo aiuto al collega Gages. Tuttavia questo non si fidò e anzi ritirò le forze spagnole, napoletane e genovesi dall'assedio della cittadella di Alessandria.